# 阳东站
阳东站，位于中华人民共和国广东省阳江市阳东区合山镇，是深湛铁路上的火车站，于2018年7月1日通车启用，由广州铁路集团管辖。

## 车站结构
本站为地面一层侧式越行站（2台4线）。

### 车站楼层
| 地面 | 站厅     | 售票处、候车区、进站口、出站口    |  |  |
|      | 侧式站台 |                                   |  |  |
|      | 上行站台 | 深湛铁路 西丽方向（下站：恩平）   |  |  |
|      |          | 深湛铁路 西丽方向越行线           |  |  |
|      |          | 深湛铁路 湛江西方向越行线         |  |  |
|      | 下行站台 | 深湛铁路 湛江西方向（下站：阳江） |  |  |
|      | 侧式站台 |                                   |  |  |

## 歷史
- 2018年7月1日正式启用。

## 外部連結
- 中国铁路客户服务中心 （页面存档备份，存于）